# Израильско-маврикийские отношения
Израильско-маврикийские отношения — настоящие и исторические международные дипломатические, политические, экономические, военные, культурные и прочие отношения между Государством Израиль и Республикой Маврикий.
Израильский посол в Найроби (Кения) аккредитован на Маврикий. У Маврикия есть почётный консул в Тель-Авиве. В настоящее время обязанности исполняет Регев Нафтали.

## История
В 1940 году верховный комиссар подмандатной Палестины Гарольд Макмайл издал постановление, в соответствии с которым все нелегально добравшиеся до неё евреи должны были быть депортированы на Маврикий. В знак протеста подпольная организация ЛЕХИ («Бойцы за свободу Израиля») организовала взрыв в Хайфском иммиграционном бюро.
Тем не менее 5 декабря 1940 года 1580 евреев из центра заключения в Атлите были посажены на два корабля в хайфском порту и депортированы на Маврикий. По прибытии их поместили в тюрьму города Бо-Бассен, в которой они провели за решёткой около 5 лет. Это был единственный случай депортации европейских беженцев-евреев, так как англичане боялись, что в будущем среди них могут быть внедрены нацистские шпионы, а также опасались ответных терактов со стороны организации «Хагана» в Палестине.
Евреи, депортированные англичанами из Эрец-Исраэль, были частью большей группы из 3500 евреев, которых привезли на Маврикий из Братиславы (Словакия) через Румынию. Многие мужчины были заключёнными в концлагере Дахау, однако их освободили при условии, что они немедленно покинут Европу. Вся кампания была частью плана колониального секретаря Джорджа Ллойда, который попросил губернатора Маврикия о размещении на острове 4000 евреев.
128 человек скончались в период с 1940 по 1945 год. Они похоронены на еврейском кладбище им. св. Мартина на острове. Одним из них стал венский художник еврейского происхождения Фриц Хендл (1910—1945).
Отношения между двумя странами были установлены в 1968 году после провозглашения Маврикием независимости. Отношения были разорваны по инициативе Маврикия из-за бойкота Израиля странами Чёрной Африки. 30 сентября 1993 года они были восстановлены.
В июле 2010 года в аэропорту Маврикия были задержаны израильские туристы, которых приняли за агентов разведслужбы «Моссад». Задержание произошло через несколько месяцев после того, как в Дубае был убит Махмуд аль-Мабхух, в чём подозревалась израильская разведка. Маврикийские власти отказались говорить с представителями израильского МИД и после допроса туристов выслали их в ЮАР.

## Сотрудничество

### Экономическое
Экономические связи между двумя странами умеренные. Двустороння торговля оценивается в $5,7 млн (2015): из них $4,1 млн составляет израильский экспорт на Маврикий и $1,6 млн — маврикийский экспорт в Израиль.